# Tim Stützle
Tim Stützle (* 15. ledna 2002) je německý hokejový útočník, hrající za tým Ottawa Senators v NHL.

## Kariéra
Tim Stützle strávil juniorská léta v německém klubu Krefelder EV 1981. V sezóně 2015/2016 se stal nejlepším střelcem mužstva, když za 27 zápasů dokázal vsítit 33 branek. V sezóně 2017/2018 přestoupil do Jungadler Mannheim. První rok musel s týmem skousnout prohru ve finále, další rok však již zvedl trofej pro šampióna DNL U20 nad hlavu. Poté se začalo spekulovat, zda z rodného Německa neodejde do univerzitního celku University of New Hampshire, nebo do Seattle Thunderbirds, kteří si jej vybrali v CHL draftu. Tim Stützle se však nakonec rozhodl zabojovat o místo v DEL a upsal se celku Adler Mannheim, za nějž si v červnu 2019 připsal debut v hokejové Lize mistrů. První sezóna na profesionální úrovni se mu vydařila, když se stal sedmým nejproduktivnějším hráčem mužstva a byl zvolen nejlepším nováčkem ligy. Dal o sobě vědět rovněž na juniorském šampionátu. Následně byl draftován jako třetí volba v prvním kole draftu týmem Ottawa Senators, s níž uzavřel tříletou nováčkovskou smlouvu v hodnotě 925 000 dolarů.
Po draftu odehrál své druhé juniorské mistrovství světa, kde coby kapitán ovládl spolu s JJ Peterkou produktivitu národního týmu. Němci padli však již ve čtvrtfinále rukou Ruska.

## Statistiky

### Klubové statistiky
| Sezóna      | Klub            | Soutěž      |     | Základní část | Základní část | Základní část | Základní část | Základní část |   | Play off | Play off | Play off | Play off | Play off |
| Sezóna      | Klub            | Soutěž      | Z   | G             | A             | B             | TM            | Z             | G | A        | B        | TM       |          |          |
| 2019/20     | Addler Mannheim | DEL         | 41  | 7             | 27            | 34            | 12            | —             | — | —        | —        | —        |          |          |
| 2020/21     | Ottawa Senators | NHL         | 53  | 12            | 17            | 29            | 14            | —             | — | —        | —        | —        |          |          |
| 2021/22     | Ottawa Senators | NHL         | 79  | 22            | 26            | 58            | 37            | —             | — | —        | —        | —        |          |          |
| 2022/23     | Ottawa Senators | NHL         | 78  | 39            | 51            | 90            | 54            | —             | — | —        | —        | —        |          |          |
| 2023/24     | Ottawa Senators | NHL         | 75  | 18            | 52            | 70            | 28            | —             | — | —        | —        | —        |          |          |
| 2024/25     | Ottawa Senators | NHL         | 82  | 24            | 55            | 79            | 46            | 6             | 2 | 3        | 5        | 2        |          |          |
| NHL celkově | NHL celkově     | NHL celkově | 367 | 115           | 211           | 326           | 179           | 6             | 2 | 3        | 5        | 2        |          |          |

### Reprezentace
| Rok                       | Tým                       | Soutěž                    | Z  | G | A  | B  | TM |
| ------------------------- | ------------------------- | ------------------------- | -- | - | -- | -- | -- |
| 2018                      | Německo                   | MS18–D1                   | 5  | 1 | 3  | 4  | 2  |
| 2019                      | Německo                   | MS18–D1                   | 5  | 2 | 7  | 9  | 12 |
| 2020                      | Německo                   | MS20                      | 5  | 0 | 5  | 5  | 2  |
| 2021                      | Německo                   | MS20                      | 5  | 5 | 5  | 10 | 8  |
| 2022                      | Německo                   | MS                        | 3  | 0 | 2  | 2  | 4  |
| 2025                      | Německo                   | MS                        | 5  | 0 | 2  | 2  | 6  |
| Juniorská kariéra celkově | Juniorská kariéra celkově | Juniorská kariéra celkově | 20 | 8 | 20 | 28 | 24 |
| Seniroská kariéra celkově | Seniroská kariéra celkově | Seniroská kariéra celkově | 8  | 0 | 4  | 4  | 10 |